# عفیف (شهر)
عفیف (شهر) (به عربی: محافظة عفیف) یک شهر در عربستان سعودی است که در نجد واقع شده‌است.

## خصوصیات
عفیف ۳۹٬۵۸۱ نفر جمعیت دارد.